# Ферисаліти
ФЕРИСАЛІТИ (рос. феррисалиты,  англ. ferrisalites, нім. Ferrisalite m pl) – групова назва для моноклінних піроксенів з метасоматитів Приазов'я та Побужжя, які характеризуються підвищеним вмістом Fe2O3 та Al2O3 і зниженим вмістом SiO2. 
Від фери… і назви мінералу саліту (Т.Г.Хмарук, І.Б.Щербаков, 1963).

## Інтернет-ресурси
- Geologica Carpathica [Архівовано 3 грудня 2013 у Wayback Machine.]